# Jämshögs kyrka
Jämshögs kyrka är en kyrkobyggnad som tillhör Jämshögs församling i Lunds stift. Kyrkan ligger i sydöstra utkanten av samhället Jämshög, cirka 250 meter öster om Holjeån.

## Kyrkobyggnaden
Första kyrkan på platsen var enligt traditionen en träkyrka som uppfördes i början av 1100-talet. Denna ersattes av en tegelkyrka som uppfördes tidigt på 1200-talet. Dess korgavel och norra sida ingår i nuvarande kyrkobyggnad. Under nordiska sjuårskriget 1563 - 1570 förstördes kyrkan och när den återuppfördes förlängdes långhuset åt väster. En sakristia tillkom 1778.
1 september 1803 eldhärjades kyrkan och den omgivande kyrkbyn då klockstapeln, prästgården och sju bondgårdar totalförstördes. Kyrkans murar stod dock kvar. Nuvarande kyrka började uppföras 20 juni 1804 efter ritningar av arkitekt Olof Tempelman. I Tempelmans ritningar ingick en förlängning åt väster med ett torn. Denna tillbyggnad genomfördes 1832 - 1833 då även ett gudmorshus vid norra sidan tillkom.

## Inventarier
- En kyrkklocka göts om efter branden 1803, men är ursprungligen gjuten i Åhus år 1100.
- Ett krucifix är från omkring 1500.
- Två figurer föreställande Mose och Johannes Döparen fanns tidigare i en altaruppsats från 1600-talet.

### Orgel
- Den första orgeln byggdes 1767 av Sven Ahlgren i Jämshög och hade 13 stämmor.[1]

| Manual         | Pedal   |
| Gedackt 16'    | Bihängd |
| Principal 8'   |         |
| Gedackt 8'     |         |
| Kvintadena 8'  |         |
| Oktava 4'      |         |
| Spetsflöjt 4'  |         |
| Rörflöjt 4'    |         |
| Kvinta 3'      |         |
| Superoktava 2' |         |
| Gemshorn 2'    |         |
| Mixtur V       |         |
| Trumpet 8'     |         |
| Trumpet 4' B/D |         |

- 1865 byggde Andreas Åbergh i Hjortsberga socken en orgel med 20 stämmor.
- 1927 byggde Mårtenssons orgelfabrik en orgel med 24 stämmor.
- Den nuvarande orgel med 25 stämmor är byggd 1965 eller 1966 av Mårtenssons orgelfabrik i Lund.

Orgeln är mekanisk och har följande disposition:
| Huvudverk I    | Svällverk II    | Pedal           | Koppel |
| Kvintadena 16’ | Rörflöjt 8’     | Principal 16’   | I/P    |
| Principal 8’   | Spetsgamba 8’   | Subbas 16’      | II/P   |
| Gedackt 8’     | Principal 4’    | Oktava 8’       | II/I   |
| Oktava 4’      | Gedacktflöjt 4’ | Gedackt 8’      |        |
| Koppelflöjt 4’ | Gemshorn 2'     | Nachthorn 4'    |        |
| Kvinta 2 2⁄3'  | Kvinta 1 1⁄3’   | Hintersatz 4 ch |        |
| Oktava 2’      | Sifflöjt 1’     | Fagott 16'      |        |
| Mixtur 5 ch    | Scharf 3 ch     |                 |        |
| Trumpet 8'     | Dulcian 8'      |                 |        |

## Illustrationer

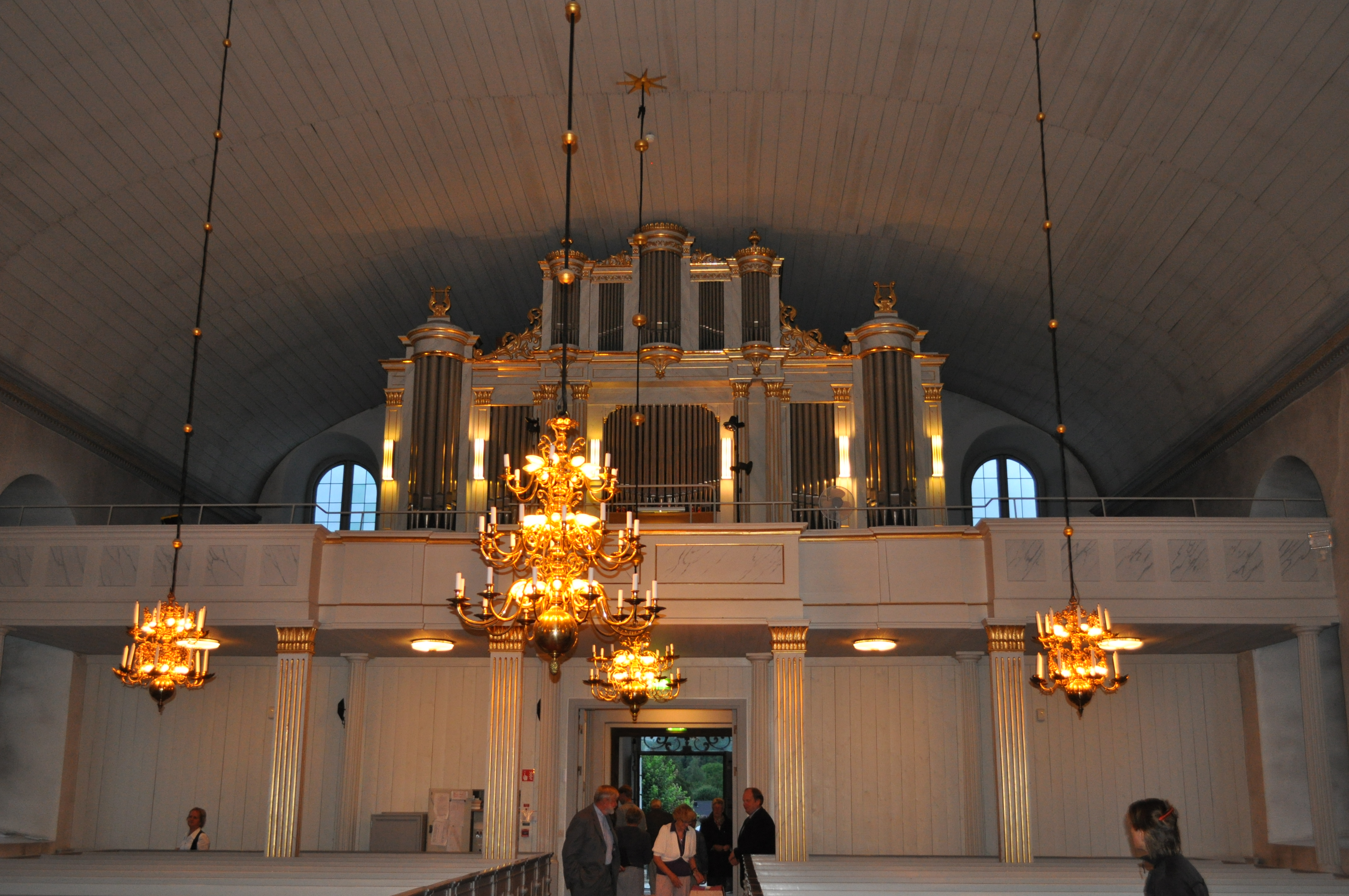
Orgelläktare
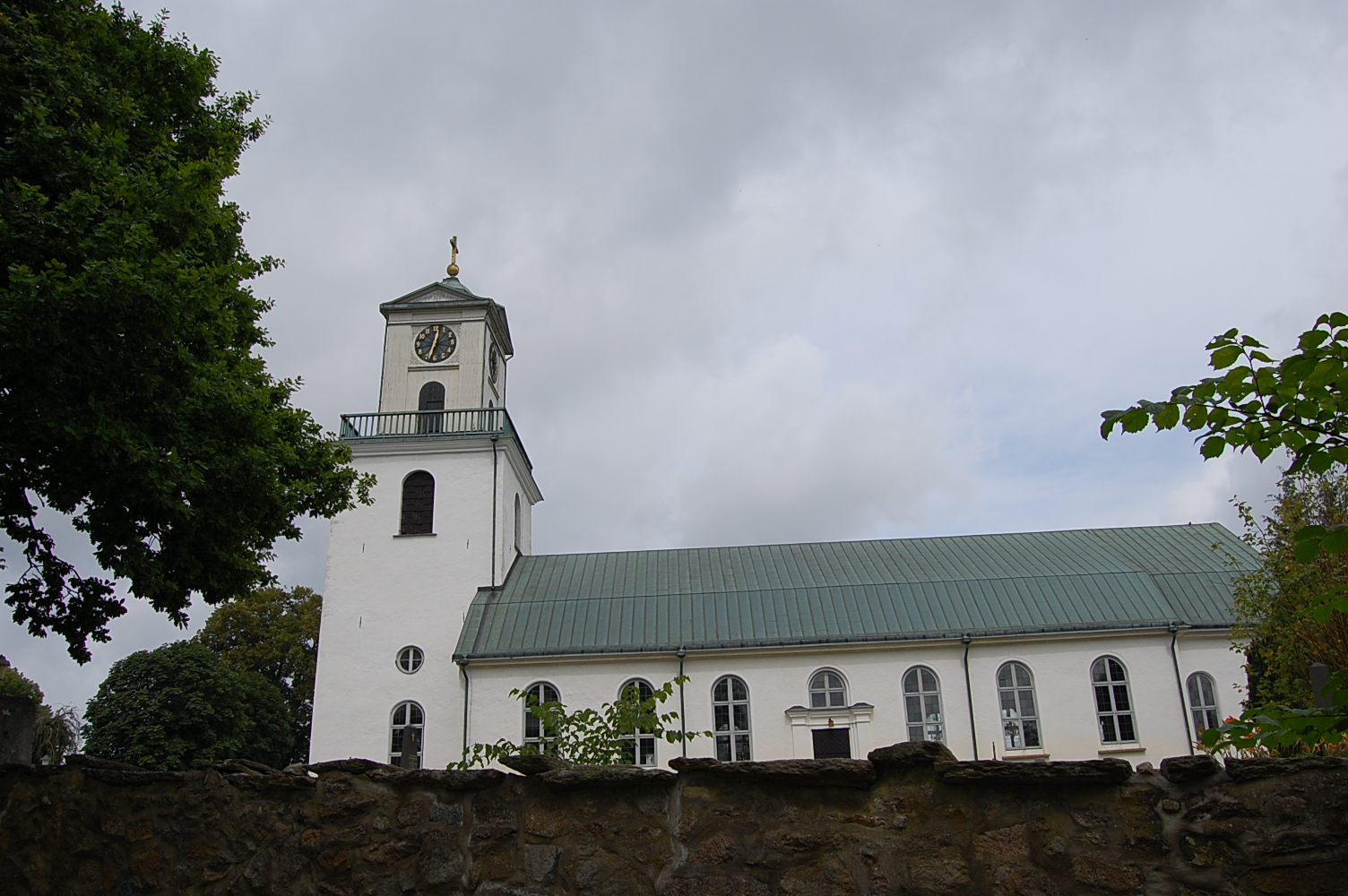
Kyrkan sedd från sidan.
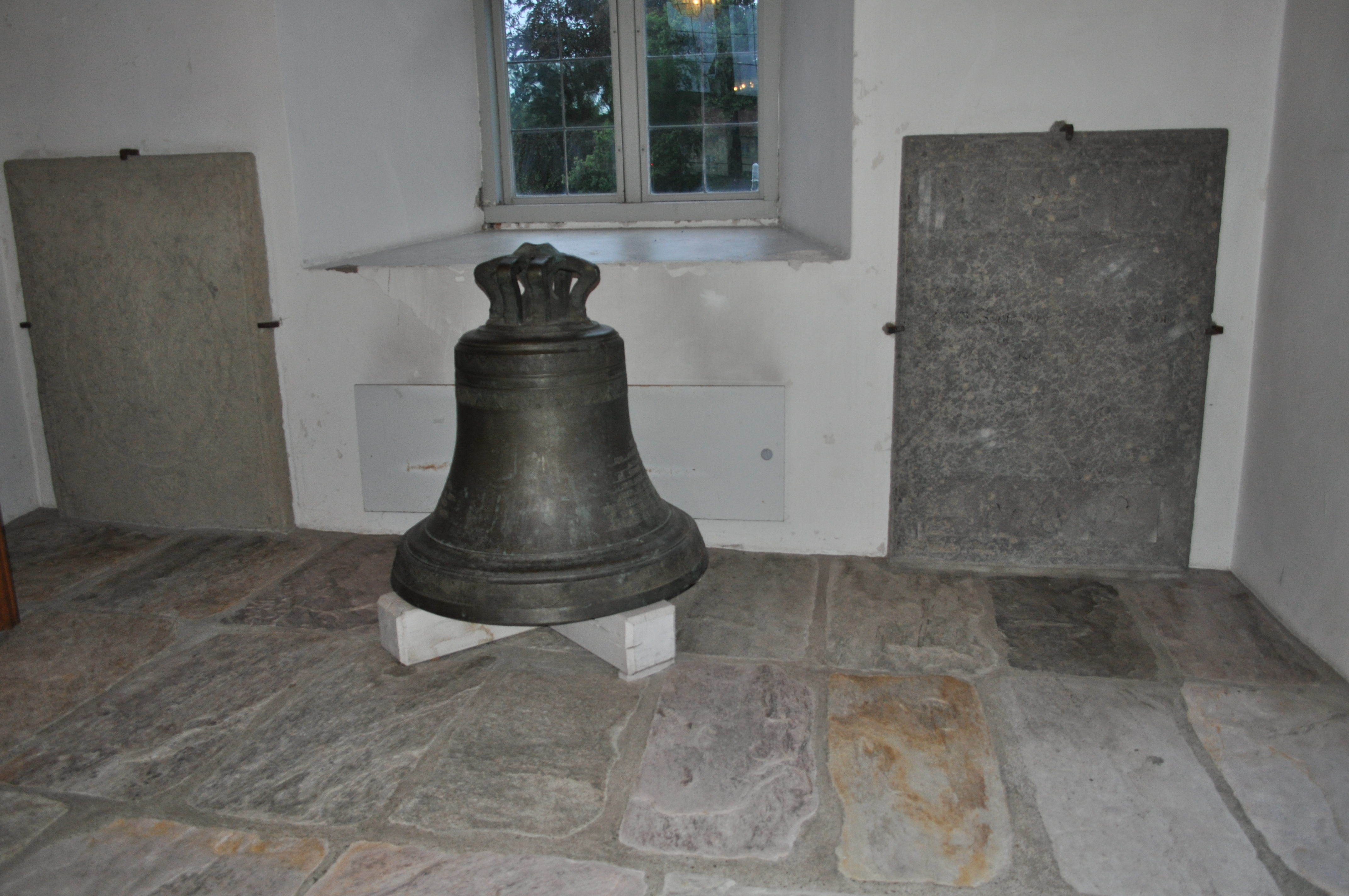
Gamla kyrkoklockan
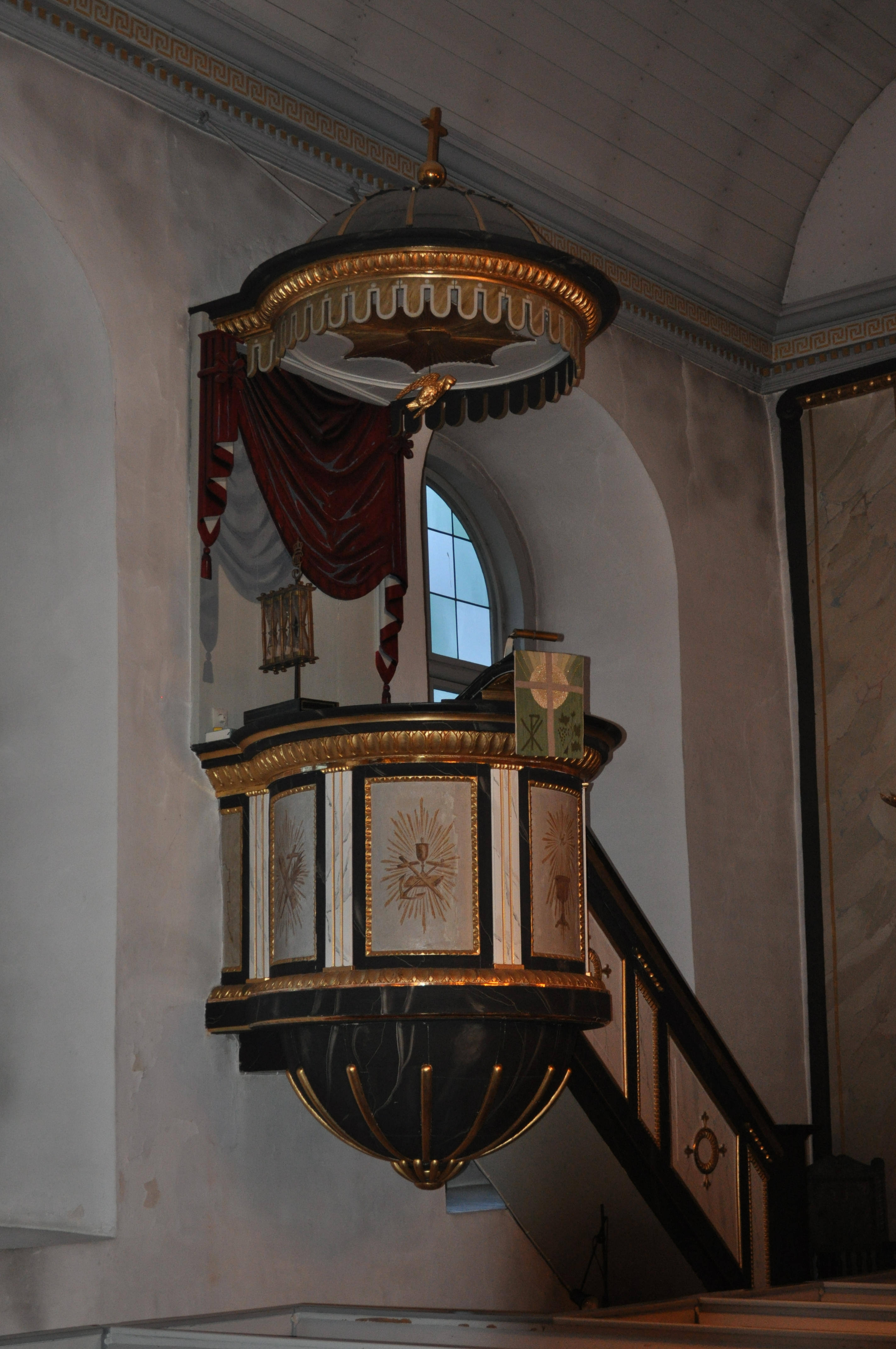
Predikstol